# Secesja Panamy z Kolumbii
Secesja Panamy z Kolumbii – secesja Panamy z Republiki Kolumbii została przeprowadzona przy wsparciu Stanów Zjednoczonych 3 listopada 1903 roku. Zakończyła ona trwający od 1821 roku okres przynależności Panamy do administracyjnych struktur kolumbijskich.

## Przyłączenie do Kolumbii

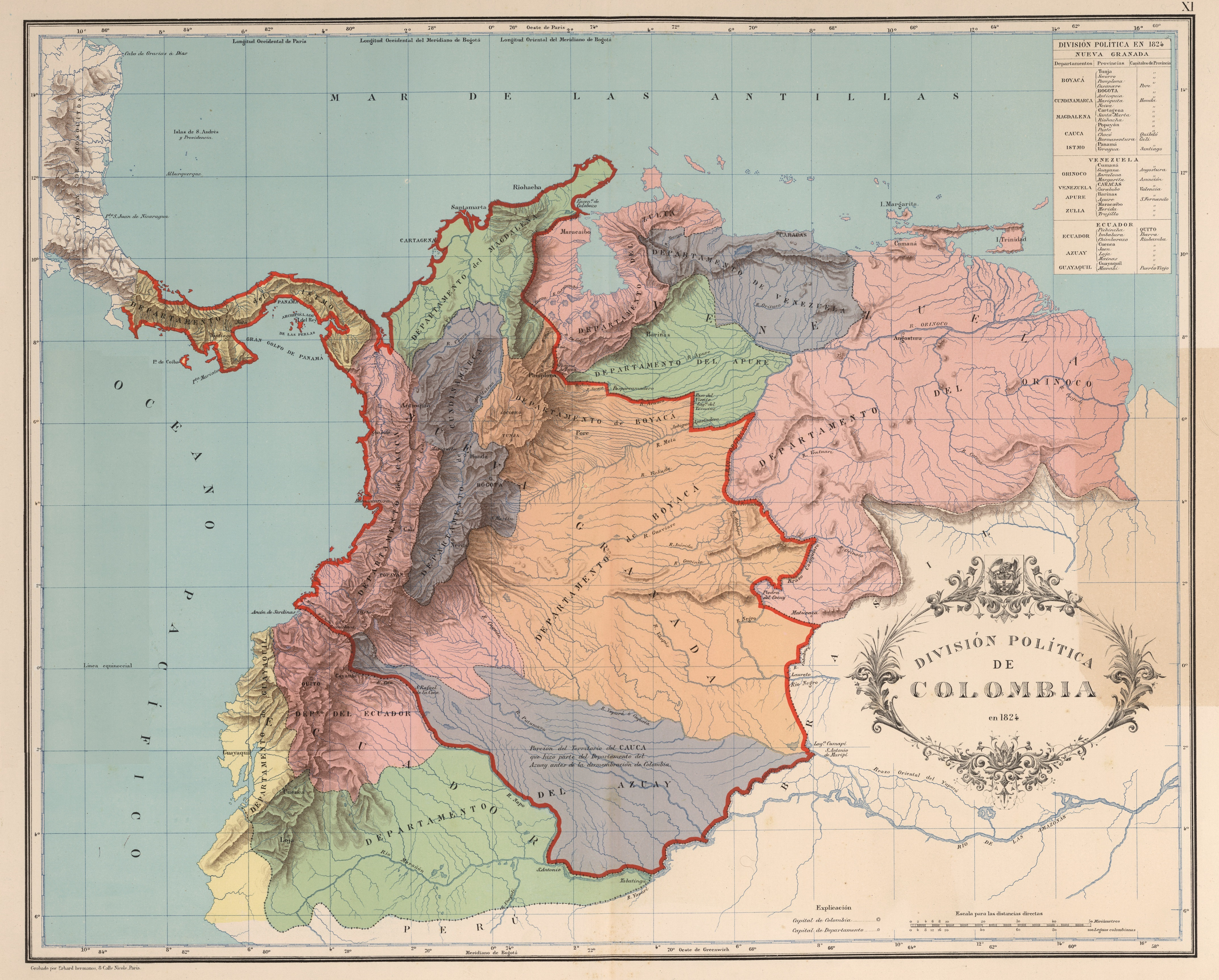
Mapa Wielkiej Kolumbii w 1824 roku. W czerwonych konturach terytorium kolumbijskie przed secesją Panamy.

Panama ogłosiła niepodległość od Hiszpanii 28 listopada 1821 roku. Nie stała się ona jednak samodzielnym państwem – zgromadzenie obywateli zdecydowało o dołączeniu do Wielkiej Kolumbii, w skład której weszli jako Departament Panamy. Decyzja ta umotywowana była między innymi reputacją Simóna Bolívara – oczekiwano, że doprowadzi on do powstania na bazie tego państwa federacji Ameryki Łacińskiej. Liczono również na znaczne dochody płynące z transportu towarów między oboma brzegami państwa.

## Pierwsze próby secesji
Pierwszą próbę odłączenia Panamy od Kolumbii przeprowadził bliski współpracownik Bolívara – José Domingo Espinar. Jako Mulat uzyskał znaczne poparcie wśród biednej, kolorowej populacji departamentu. Udało mu się przejąć kontrolę nad miastem Panamą i ogłosić niepodległość 26 września 1830 roku. Wydarzenie to spotkało się z opozycją ze strony bogatej ludności białoskórej, która obawiając się powtórzenia rasowej przemocy z rewolucji haitańskiej poprosiła o pomoc wojska kolumbijskie. Rebelię tę zakończył w drugiej połowie 1831 roku kolumbijski pułkownik Juan Eligio Alzuru.
Kolejne rozpowszechnienie się separatystycznych nastrojów miało miejsce w latach pięćdziesiątych XIX wieku, liderem tego ruchu był Justo Arosamena. Przyczyną niezadowolenia Panamczyków było to, że większa część dochodów z transportu przez przesmyk odsyłana była do Kolumbii w ramach podatków. Nasiliło się to zwłaszcza po wybudowaniu przez USA linii kolejowej łączącej brzegi obu oceanów rozdzielanych przez Przesmyk Panamski. Z 250 tysięcy dolarów zapłaconych Kolumbii za ziemie i prawa do prowadzenia linii kolejowej, do Panamczyków trafiło jedynie 25 tysięcy. Dalszy spadek nastrojów biedoty nastąpił w czasie reżimu Rafaela Núñeza, który zwiększył podatki w całym państwie. Wywołało to w 1885 roku niezależne bunty pod wodzą dwóch panamskich Mulatów – Rafaela Aizpuru i Pedra Prestána. Zdobyli oni miasta Panamę i Colón, zostali jednak pokonani przez współdziałające siły Kolumbii i Stanów Zjednoczonych.

## Wojna tysiąca dni

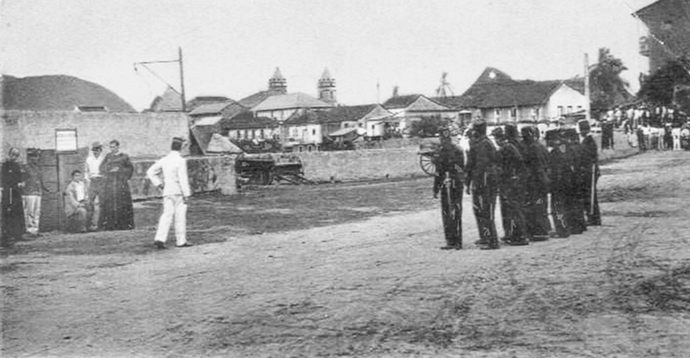
Egzekucja Victoriana Lorenzo w mieście Panama.

W poprzednich zrywach uczestniczyli głównie biedni, kolorowi robotnicy. Kupcy i właściciele ziemscy potrafili zrekompensować sobie niedogodności wynikające z centralistycznych zapędów Kolumbii poprzez duże zyski wynikające z budowy Kanału Panamskiego. Zmiana ich nastrojów nastąpiła w roku 1889, kiedy to upadł francuski projekt połączenia dwóch oceanów. Panamscy nacjonaliści chwycili za broń w trakcie wojny tysiąca dni – kolumbijskiej wojny domowej toczącej się w latach 1899–1902. Pod wodzą Bellisaria Porrasa walczyli oni przeciwko Kolumbijczykom od lipca 1900 do września 1902 roku. Decyzja o zaprzestaniu walki nie została zaakceptowana przez wszystkich z walczących. Część biedoty wiejskiej kontynuowała walkę pod wodzą Victoriana Lorenzo – Indianina z plemienia Guayami. Ich cel był jednak radykalniejszy od miejskich nacjonalistów – chcieli usunięcia z terenów Panamy zarówno Kolumbijczyków, jak i pozostałych obcokrajowców przybyłych na przesmyk przy okazji budowy kanału lub kolei. Lorenzo został schwytany przez połączone siły Kolumbijczyków i jeszcze niedawno z nimi walczących Panamczyków. Został postawiony przed sądem, a następnie, 15 maja 1903 roku powieszony w mieście Panama. Victor Lorenzo został przez większość ludności uznany za męczennika sprawy niepodległości Panamy. O szczegółach śmierci Lorenzo napisała panamska gazeta El Lápiz, protestując przeciwko wykonaniu tej egzekucji. Reakcją stacjonującego w Panamie dowódcy kolumbijskiego – generała José Vásqueza Cobo był szturm na redakcję pisma wykonany 25 czerwca 1903 roku. Spowodowało to dalszą radykalizację dążeń niepodległościowych.

## Secesja 1903 roku

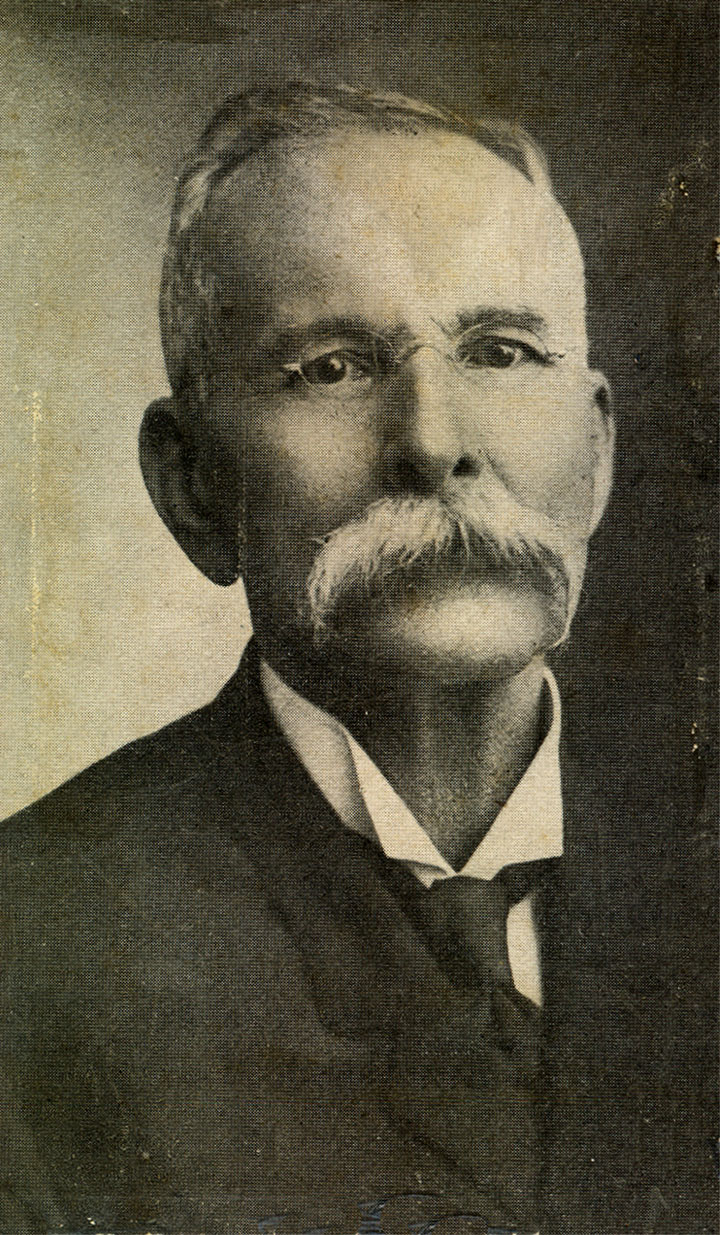
Panamski działacz niepodległościowy doktor Manuel Amador Guerrero.

Wojnę tysiąca dni wygrali kolumbijscy konserwatyści, Panama zaś była twierdzą liberałów. Sprawę oderwania tego terytorium od reszty państwa przesądziły relacje Kolumbii z USA. Państwa te podpisały 22 stycznia 1903 roku traktat Hay–Harrán, na mocy którego USA otrzymywało na 100 lat prawa do budowy i suwerennego wykorzystania kanału panamskiego. Układ ten nie został jednak ratyfikowany przez kolumbijski parlament (decyzja zapadła w sierpniu), co skłoniło rząd USA do szukania alternatywnej drogi zawładnięcia międzyoceanicznym terenem. Jeszcze w lipcu lub już we wrześniu 1903 roku doktor Manuel Amador Guerrero na czele grupy panamskich posiadaczy rozpoczął lobbowanie w USA na rzecz niepodległości Panamy. Po otrzymaniu kolumbijskiej odmowy Theodore Roosevelt natychmiast poparł propozycje Guerrery. We wrześniu nacjonaliści panamscy rozpoczęli intensywną agitację niepodległościową. W ramach wsparcia przyszłego powstania 2 listopada 1903 roku do Colón wpłynęły amerykańskie okręty USS „Dixie” i USS „Nashville” (ten ostatni według różnych źródeł był kanonierką, krążownikiem lub nawet pancernikiem). Niepodległość została ogłoszona 3 listopada 1903 roku w mieście Panama. Amerykańskie okręty powstrzymały Kolumbijczyków od transportu wojska drogą morską do Panamy, a kontrolowana przez USA kolej odmówiła transportu żołnierzy drogą lądową. Miejscowy garnizon został przekupiony i nie interweniował. Niepodległa republika Panamy została uznana przez rząd Stanów Zjednoczonych de facto 6 listopada, a de iure 13 listopada .
Pełna niepodległość Panamy nie została jednak osiągnięta. Francuski inżynier Philippe-Jean Bunau-Varilla kupił od powstańczej junty stanowisko przedstawiciela dyplomatycznego Panamy w Stanach Zjednoczonych i 18 listopada podpisał z sekretarzem stanu USA, Johnem Hayem w imieniu reprezentowanego państwa traktat Hay–Bunau-Varilla. Ustalał on, że obszar Kanału Panamskiego przechodzi na zawsze w użytek USA, zaś sama Panama staje się protektoratem północnego mocarstwa .